# Refuge de Longon
Le refuge de Longon est un refuge de montagne français dans le massif du Mercantour-Argentera. Situé à 1 883 mètres d'altitude sur le territoire de la commune de Roure, dans les Alpes-Maritimes, il appartient également au cœur du parc national du Mercantour. On l'atteint via le sentier de grande randonnée 5.